# クインティリアヌス

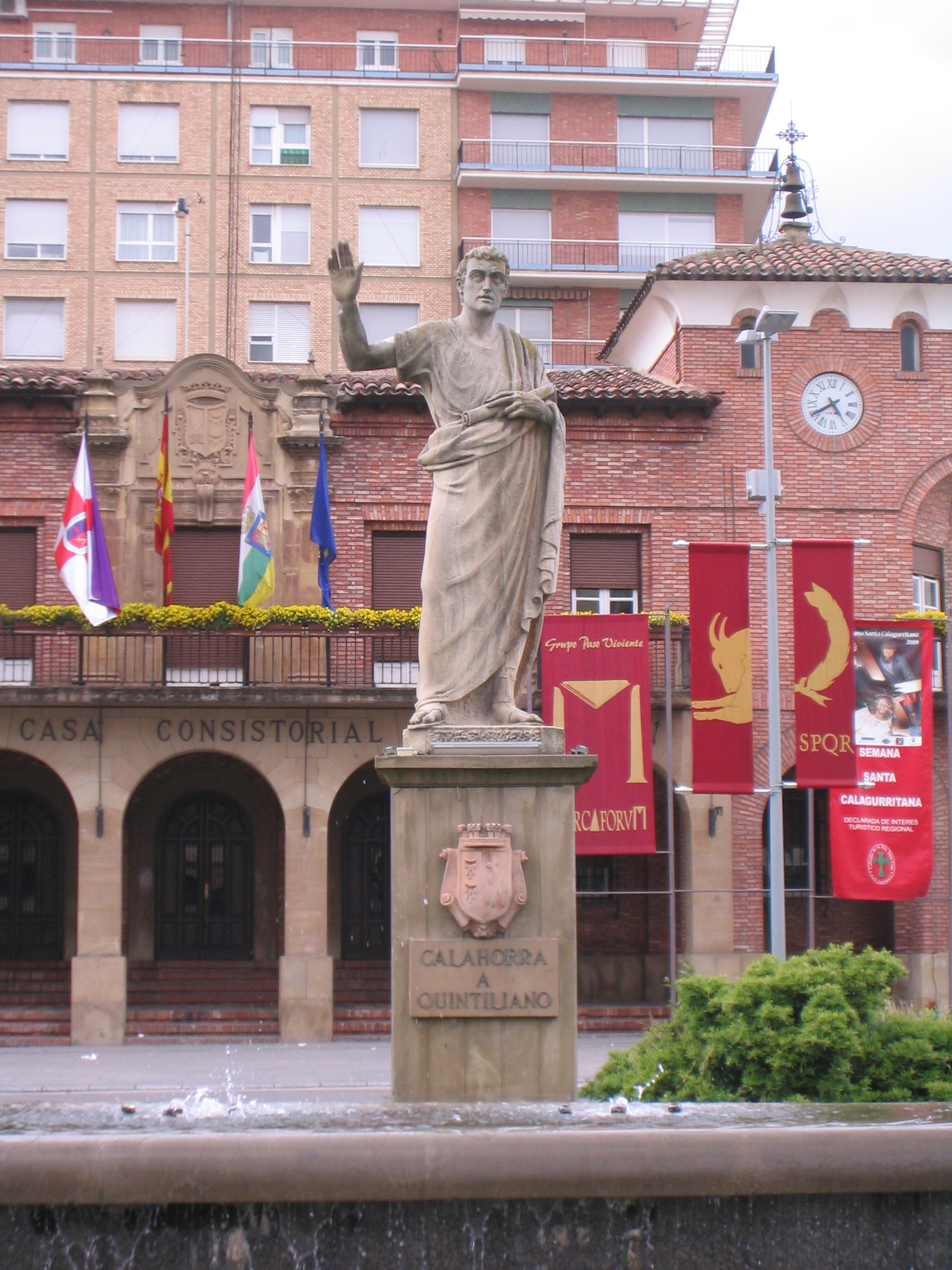
クインティリアヌス

マルクス・ファビウス・クインティリアヌス（またはクインティリアーヌス、Marcus Fabius Quintilianus, Quintilian または Quintillian, Quinctilian, 35年頃 - 100年頃）はヒスパニア出身のローマ帝国の修辞学者。『弁論家の教育』の著者。中世からルネサンス期の著作に広く言及されている。

## 生涯
クインティリアヌスは、ヒスパニアのカラグリス（現ラ・リオハ州カラオラ）に生まれた。父親は教養ある人物で、息子をネロが統治してまもないローマに修辞学（レトリック）の勉強のため留学させた。そこでクインティリアヌスはドミティウス・アフェル（en:Domitius Afer）との親交を築いた。「それが常の習わしであった……公生活の中で野心を抱く若者たちが、その手本を先達に求めることが……そして、その人を師と見なすことが」。明らかにクインティリアヌスはアフェルを自分の手本として、その弁論を聴き、法廷で裁判の弁護をした。アフェルはセネカの時代の一般的な弁論家よりも厳格かつ古典的で、キケロ風の弁論家だったと言われている。クインティリアヌスのキケロへの敬愛はおそらく、このアフェルによって導かれたのであろう。
59年にアフェルが死んだ後、クインティリアヌスはいったんスペインに戻った。おそらく、出身地の法廷で法律の経験を積むためだったと思われる。68年、クインティリアヌスはネロの後継皇帝ガルバの随員としてローマに戻った。とはいえ、ガルバの側近ではなかったようで、翌69年にガルバが権力争いで殺された後もクインティリアヌスは無事生き残ることができた。
「四皇帝の年」と呼ばれる混沌とした内乱期の時に、クインティリアヌスは修辞学の学校を開校した。生徒の中には、小プリニウスがいて、もしかしたらタキトゥスもいたかも知れない。皇帝ウェスパシアヌスが執政官となって、助成金が下り、財政上の懸念が取り除かれたことで、クインティリアヌスはより学校に身を入れることができるようになった。「（皇帝は）とくに芸術に関心はなかったが……知識階級と信頼できる支配者階級を作る手段としての教育には関心があった」。さらにクインティリアヌスは法廷にも立ち、依頼人の弁護をした。
クインティリアヌスの私生活はほとんど知られていないが、『弁論家の教育』の中でクインティリアヌスは、若くして死んだ妻と、父親に先立って死んだ2人の息子について言及している。
88年、ドミティアヌスの在位期間、クインティリアヌスは教育・弁護の両方から身を退いた。おそらく経済的な余裕と、余生を悠々と生きていける人間になれたことが、引退を決意させたのであろう。
クインティリアヌスは、何人もの皇帝の治世下を生き抜いた。ウェスパシアヌスとティトゥスの治世では比較的平和だったが、ドミティアヌスの時代は、一番良い時でも廃れた時期だろう。ドミティアヌスの次第に強まっていく残忍性と疑心暗鬼に、クインティリアヌスはおそらく距離を置いたに違いない。しかし、ドミティアヌスがそれに立腹したわけでもなさそうに思えるのは、90年にクインティリアヌスは、ドミティアヌスの2人の姪の息子と相続人の家庭教師になったからである。しかし、それをもって信用の証とは言えないのかも知れない。「その時点で（クインティリアヌスは）『弁論家の教育』を完成しておらず、2人の若者——不安定な皇帝の潜在的ライバル——は追放されいなくなった」。 クインティリアヌスはその余生を『弁論家の教育』の執筆に費やした。没年月日は、正確なところはわからないが、100年頃だろうと言われている。

## 著書
クインティリアヌスの唯一現存している著書は、95年頃に出版された、全12巻の修辞学の教科書『弁論家の教育（Institutio Oratoria）』である。この本は修辞学の理論と実践のみならず、基礎教育者で弁論家であるクインティリアヌス自身の成長も書かれてある。
初期のテキスト『De Causis Corruptae Eloquentiae（雄弁衰退の原因について）』は現存していないが、「後の『弁論家の教育』の見解の下準備の解説」だったのではないかと言われている。
他に、クインティリアヌスの作と言われるものに『大規模弁論集（Declamationes Majores）』と『小規模弁論集（Declamationes Minores）』という2冊があるが、真の作者が誰かをめぐっては議論がある。「現代の研究家の何人かは、彼の名前で広まったこの演説は、クインティリアヌスの体系や彼による実際の訓練のどちらかに使われた1人の研究者の講義記録だと考えている」。

## 『弁論家の教育』

### 序説
前述したように、クインティリアヌスは皇帝ドミティアヌスの治世の最後の年にこの本を執筆した。ローマ皇帝の中でも、たとえばネロ、カリグラ、ドミティアヌスの治世下は、時が経つにつれてますます非道なものになっていった。「秘密警察がさかんにローマ市民を餌食にしていき、元老院議員たちでさえさまざまなやり方でさかんにお互いを密告しあった…… ドミティアヌスの治世下、皇帝に対する不敬のほんのわずかの疑惑でも極刑に値した」。社会的・政治的腐敗がはびこっていた。最大の皮肉は、堕落したドミティアヌスが「公衆道徳の責任のある終身監察官に」自分自身を任命したことだった。
こうした背景で、「国の敵をおおやけに告発したことで弁論家としての名声」をも博したキケロの流れを受け継ぐ弁論家を見付けるのは困難であった。アウグストゥス以降の皇帝の統治下、そのような立場を取ることは率直にいって危険すぎた。したがってキケロの時代以降、弁論家の役割は変わってしまっていた。当時の弁論家は何よりも裁判での弁論を生業としていた。そんな時代に、クインティリアヌスは、過去の理想主義を投げ込もうと試みたのである。「政治的雄弁は死んだ。そしてローマの誰もがそれが死んだことを知っていた。しかしクインティリアヌスは自分の教育的理想として、過去の世代の雄弁をあえて選んだ」。

### 修辞学についてのクインティリアヌス
クインティリアヌスの時代には、修辞学は主に3つの面から成っていた。理論・教育・実践である。『弁論家の教育』は何ら独創性を主張するものではない。クインティリアヌスはこの本をまとめるのに、多くの文献から引くことにした。折衷主義と言えるかも知れないが、たとえ他に較べてキケロが突出しているにしても、何か特定の学派に固執することは避けた。さらに法則を短く簡潔なリストにすることも避けた。修辞学の研究と技術は切り詰めることが出来ないと感じたのだろう。それゆえに『弁論家の教育』は12巻という膨大なものになったのに違いない。
ローマの修辞学の隆盛は、紀元前1世紀中頃からクインティリアヌスの時代までである。しかし、クインティリアヌスの時代に人気のあった弁論術のスタイルは、「白銀期」と呼ばれるもの、つまり、明瞭さや正確さ以上に華美な飾り付けを好むものであった。『弁論家の教育』は多くの点でその傾向に反するものとして読むことができる。それは、より単純で、より明瞭な言語への回帰を推奨していた。「平民の出の男……親しみやすさを持つ地に足のついた現実主義者」だった皇帝ウェスパシアヌスの影響もあるのかも知れない。ウェスパシアヌスは過度と行き過ぎを嫌い、クインティリアヌスへのパトロネージュにもその言語観が影響を与えたのかも知れない。クインティリアヌスが理想のスタイルの主唱者と見なしたのはキケロであった。前世紀、キケロの遙かに簡潔なスタイルは一般的だった。このことは自然と技術についての解説で述べられている。クインティリアヌスは明らかに自然を、それもとりわけ言語において好み、同時代人に人気のあった極端な飾り付けを嫌った。複雑の度を過ぎたスタイルを追求する中で、自然な言語と自然な思考の道理から逸脱したことは、弁論家にもその聴衆にも混乱を生み出していた。「自然を自分の指導者としてそれに従い、人目を引くスタイルに気を遣うことをしなければ、並の弁論家であっても難しい問題を扱うことができる」。 
『弁論家の教育』は実質、修辞学の技術面の包括的教科書である。第2巻11章から第6巻の最後にかけて、クインティリアヌスは、自然の道理、自然と技術の関係、発案、証明、感情、そして言葉などの話題をぎっしり詰め込んだ。そこで論じられた中で最も有名なものは、転義法とSchemeについてで、第8巻と第9巻に書かれている。「転義法はある語を別の語に置き換えることを含み、Schemeは言葉の指示あるいは意味のどちらかに変換する必要が必ずしもない」。
転義法の一例がメタファーであり、言葉の意味の変換である。一方、文彩は言葉に新しい面または大きな感情的価値を与え、次の2つに分かれる。1つは思考の文彩で、それは証明をより力強く見せるか、あるいは優雅さや飾りを付け足す。もう1つは言葉の文彩で、これはより細かく、「その中で言葉の性格が形になる文法的なものと、その中で言葉の所在が主要な要素となる修辞学的なもの」に分かれる。
『弁論家の教育』の素晴らしい部分は、もちろん、修辞学の技術面を扱っている部分で、アリストテレスの『弁論術』やキケロの『弁論家について』などと並んで、修辞学についての古代世界を代表する著作の1つである。弁論術の要素は次の5つに分かれる。発想（inventio）、配列（dispositio）、措辞（elocutio）、記憶（memoria）、口演（pronuntiatio）である。おのおのの要素、とりわけ最初の3つのために、クインティリアヌスは論点の発展と表現の中で、習得され・考察されなければならない要素すべてを徹底的に解説した。この徹底して実用的な叙述は、弁論家として・教師としてのクインティリアヌスの経験が反映され、多くの点で、この本は、ギリシアとローマの修辞学理論の完成と見なされるべきだろう。
この本でも他の論文でも、クインティリアヌスは一貫して、理論的なものよりも、むしろ実践的で応用できる面にこだわり続けた。現代の多くの理論家と違って、クインティリアヌスは「比喩的言語を言語学的な指示の定着に対する脅威として見てはいなかった」。言葉の指示的な使用は常に第一次の意味を持ち、比喩的な言語の使用はごく稀に追加されるもので、決して置き換わるものではないというわけである。

### 教育についてのクインティリアヌス
「それで、私の狙いは完璧な弁論家の教育である」（クィンティリアヌス、1.序.9）。『弁論家の教育』の第1巻は、主に弁論家の訓練の方法（ほぼ出生からの）を詳細に論じている。初期の包括的な教育の焦点は、多くの点で、クインティリアヌスの経験を反映したものである。皇帝ウェスパシアヌスによって教育の公職につけたことは、1つの良心的な教育の時代の表れであって、長きにわたる教育者としてのキャリアとは別に、その教育方針へのクインティリアヌスの貢献がこの序論であり、それはこの本のハイライトと考えられている。「クインティリアヌスの『弁論家の教育』はローマの教育史におけるランドマークである。それは長い発展の頂点で、それにとってかわるものはなかった……クインティリアヌスほどの権威をもって話せた教師、第二の『弁論術の教育』を生み出すほど十分な技術理論に関心のあった弁論家はいない」。
クインティリアヌスの教育理論は、キケロとはまた異なるものであった。キケロは幅広く一般的な教育を要求したが、クインティリアヌスはよりポイントを絞った。クインティリアヌスは「誕生の瞬間から父親が高い希望を考える」段階的な教育のプロセスを据えた（1.1.1）。懸念は子供の乳母がきれいに話すことができるか——クリュシッポスによるとこの考えは乳母が哲学者でなければならないことになる（1.1.4）——ということと、両親と子供の教師がちゃんとした教育を受けているかということである。両親については、「父親だけに限定されるものではない」（1.1.6）とクインティリアヌスは言う。良い教育を受けた母親は弁論家を育てる重要な人物と見なされる。クインティリアヌスは教育に適した文学も広く挙げ、そのために、この本は文芸評論の重要な本でもある。特定の作家たち——とりわけ偉大な作家および弁論家の例として挙げているキケロ——をはっきりと贔屓する一方で、たとえばガイウス・サルスティウス・クリスプスといった平凡な作家たち、反対のタイプのスタイルを持つ影響力の大きな弁護士にさえもいくらか考慮しているのは、クインティリアヌスの公正さと言えよう。
クインティリアヌスは、今日でも問題とされる多くの教育の問題を論じる。前述したように、教育は早く始めるべきと言うだけでなく、教育は子供にとっても楽しいものであるべきだとも述べている。「何ものにもまして、我々は、まだ教育を愛するに十分な年齢に達していない子供たちが教育を好きなるためには、幼い時に経験した楽しい思い出は残るもので、教育の本来の楽しさ、美しさを伝えるのが当然であり、子供の勉強は娯楽から作られるべきである」（1.1.20）。現代の就学前の子供たちへの教育玩具は、クインティリアヌスの意見が正しかったことを示している。クインティリアヌスはさらに家庭教育に対する学校教育のさまざまな賛否についても説明し、最終的に、それが良い学校である限り、学校教育が望ましいと私見を述べている。つまり、学校教育は勉強と一緒に社会的なスキルも教え、隔離されたところで勉強するよりも有益であるというのである。しかしながら、1つ注意しておくべきは、クインティリアヌスが「良い教師は自分が管理できる以上の生徒を請け負うべきではなく、それは彼が我々と友好的で親しみのこもった関係にあり、また、教えることは義務ではなく好きな仕事となるようにすることが、何よりも重要なことである」（1.2.15）と述べていることである。
しかし、弁論家の育成についてのクインティリアヌスの最も興味を引く点は、何よりも道徳を教えなければならないというものである。クインティリアヌスにとって、良い人間だけが雄弁家になることができる。それはキケロと相違する点とも言えるし、あるいは弁論家は良い人間でなければならないとするキケロの訓辞をさらに推し進めたものとも言える。クインティリアヌスは文字通りに、悪い人間は弁論家になるべきではないと信じていた。「なぜなら弁論家の目的は説得をもたらすことで、我々は、自分たちで信用の価値があるとわかる者しか信頼しない」。これは、おそらくクインティリアヌスが生きた時代の不正と放蕩さに対する反動であろう。クインティリアヌスは弁論家の役割が衰退したのは、公衆道徳の衰退が原因だと考えたのだろう。悪徳から解放された人間のみが厳格な弁論術に関わるべきである。しかし、「良い人間は常に真実を話すわけではなく、さらにはより良い主張を擁護するわけでもない……大事なことは動機としての行動ではない」。したがって、クインティリアヌスのいう良い弁論家は個人的に良いが、必ずしも公的に良いわけではない。

### 『弁論家の教育』の限界
『弁論家の教育』にはこれまでいくつかの限界が指摘されてきた。その中には、あまりにも修辞学の修養に陥っているという指摘がある。クインティリアヌスの地位と職業ゆえに、外側から修辞学を見ることができなかったのである。したがって、クインティリアヌスがその価値についていくつかの疑いを思ってみることは難しかったのだろう。クインティリアヌスの道徳的に良い人間としての弁論家の概念もそれを表している—— クインティリアヌスにとっての修辞学はそれ自身の中に本質的に善であったのだ。それはさらに、クインティリアヌスの哲学観にも反映している。クインティリアヌスは「修辞学をすべての教育の基礎と考え、哲学はその優位性への挑戦だと見ていた」。
クインティリアヌスのもう一つの限界は、必然的に彼自身が自己の教育的伝統の犠牲者であることである。先述したように、クインティリアヌスは美辞麗句だらけの極度に修辞的な言葉の時代に生きた。その中でクインティリアヌスは、自然な言語を好み、また、言葉が教えられるやり方の中にある程度の単純さを投げこもうと試みたものの、流行には逆らえず、時代の不自然な言語を受け入れることを余儀なくされた。
最後に、ある人たちは、クインティリアヌスの理想とする弁論家の概念に疑問を持っている。『弁論家の教育』の中で指示される教育は、これまで存在しなかったし、おそらくこれからも現れないであろう人物を作ることを目論んでいた。クインティリアヌスはキケロの時代からの変化にわざと気付いていないように見える。もし居場所がどこにもないのなら、この完璧な弁論家は何のために作られるのであろうかというのである。

## クインティリアヌスの影響
クインティリアヌスの『弁論家の教育』の中には、弁論家セネカへの批判がある。クインティリアヌスは執筆にとどまらず、当時支配的だった帝国的な弁論スタイルを修正しようと試み続けたが、そのスタイルの代表がセネカであった。セネカはクインティリアヌスが言及する他の著述家に較べると最近の人物であったが、ポスト＝古典的なスタイルを評価する中で、セネカに対する言及は、批判にしろ皮肉な賞賛にしろ、避けられないことだった。「彼のスタイルは、多くの部分のために、不正で極端に危険であるのは、それが人を引きつける欠点に満ちているからである」（10.1.129）とクィンティリアヌスは信じていた。セネカはそのスタイルが時々魅力的だったので、二重に危険であると見なされていた。セネカを読むことは、「セネカとそのスタイルに付随して起こる判断に重く影響を及ぼす」。
ラテン語の詩人マルクス・ウァレリウス・ マルティアリス（en: Martial）が86年に公刊した短い詩はクインティリアヌスに向けられたものである。「クインティリアヌス、道に迷う若者たちの偉大なる指導者/あなたは誉である、クインティリアヌスよ、ローマのトーガにとって」。しかし、マルティアリスは意味ありげで機知に富む侮辱で知られる人であったから、この賞賛を額面通りに受け取るべきでないのかも知れない。引用したのは冒頭の行だけで、残りはというと、例えば6行目は「彼の父親の調査評価を越えることを望んだ男」と書かれてある。これはクインティリアヌスの野心的側面と、富と地位を追ったことについて語ったものである。
死後、クインティリアヌスの評価は時代によって変動した。教え子だった小プリニウスや、おそらく教え子であったろうユウェナリスは、「教職にあった人間にしては異例の、真面目で俗世の成功した一例」と言及された。3世紀から5世紀にかけて、クインティリアヌスの影響は、たとえばアウグスティヌスらに見受けられる。アウグスティヌスの記号や比喩的な言語に関する論はいくらかはクインティリアヌスに負っている。またヴルガータの校訂者ヒエロニムスの教育理論は明らかにクインティリアヌスの影響が見られる。中世には、『弁論家の教育』は断片のみが存在するだけになっていて、クインティリアヌスの本は忘れられたかに見えたが、中央ヨーロッパで完全な写本が見つかってから、イタリアの人文主義者たちによって再評価された。イタリアの詩人ペトラルカは今は亡きクインティリアヌス宛に、「（あなたが）新しい人文主義的教育のためのインスピレーションを提供した」という手紙を書いた。このクインティリアヌス熱は人文主義者たちの間に広がり、15世紀から16世紀の北ヨーロッパにまで達した。ドイツの神学者にして宗教改革の中心となったマルティン・ルターは、「『彼の教育と、同時に論証的雄弁術、つまり、言葉と行動で最も適切な彼の教え方について』、他のどの著者よりもクインティリアヌスを好んだと主張した」。 
これを頂点に、クインティリアヌスの影響はいくぶん衰退はしたようだが、イギリスの詩人アレキサンダー・ポープは、詩で表現した『批評論』の中で、クインティリアヌスについてこう言及している。「我々が知るクインティリアヌスの厳粛にして内容豊富な本の中に/最も公正な規則と最も明瞭な方法が結びついている」。
さらに、「彼は モンテーニュや レッシングのような著者たちにも言及された……しかし彼は文学史に重要な貢献をすることなく、19世紀になると彼は……読まれることもなくなり、編集されることも稀になってしまったように見える」。
比較的最近になって、クインティリアヌスは再び評価されるようになったように見える。文芸批評のアンソロジーの中に取り上げられることがしばしばで、また、教育史においてもなくてはならない存在となっている。クインティリアヌスは「子供中心の教育の最も初期のスポークスマン」であると見なされ、彼の初期児童教育理論について論じられている。また、クインティリアヌスの本は修辞学的体系について大いに充実していることから、職業的著作、修辞学の学生たちに与えるものも少なくない。

## 日本語訳
- 『弁論家の教育』森谷宇一・戸高和弘・渡辺浩司・伊達立晶・吉田俊一郎訳
  - 京都大学学術出版会〈西洋古典叢書〉全5冊、2005年 - 。4冊目まで刊
- 『弁論家の教育 上巻 I-IV』、『弁論家の教育 中巻 V-VIII』、『弁論家の教育 下巻 IX-XII』万沢正美訳 （ Kindle版、POD版）

### 主要なソース
1. Institutio Oratoria — English translation, with indices, search engine, bibliography, and history of the text at Iowa State
2. Institutio Oratoria — Latin text and English translation at en:LacusCurtius
3. Institutio Oratoria and the disputed Declamationes Majores Latin texts at the Latin Library

### その他の資料
1. Detailed Outline of Institutio Oratoria: Outline
2. Short biography of Quintilian: About
3. Article on Quintilian from NNBD: Quintilian
4. A timeline history of Institutio Oratoria and its influence: MSU